# Enrique Ortez Colindres
Enrique Ortez Colindres (* 29. Oktober 1931 in Juticalpa, Departamento Olancho; † 30. März 2022) war ein Diplomat aus Honduras. Er wurde nach dem Militärputsch in Honduras im Juni 2009 Außenminister und danach Justizminister unter Roberto Micheletti.

## Leben

### Familienursprung
Der Vater seiner Mutter war Nestor Colindres Zuniga, ein Rechtsanwalt in Juticalpa und von 1910 bis 1911 zusammen mit Pedro A. Medal Castillo und einem José Manuel Zelaya Stellvertreter von Miguel R. Dávila.
Sein Vater, Enrique Ortez Pinel war Direktor der PR-Abteilung der Standard Fruit Company in Olancho. Bei Unruhen floh die Oligarchie aus Olancho und siedelte sich in La Ceiba an, wo sein Vater eine Apotheke die Farmacia Ortez betrieb. 1946 schrieb Enrique Ortez Pinel einen Zeitungsartikel mit dem Titel El oro maldito über ein goldenes Armband. Dieses Armband, das er von einer Frau bekommen hatte, damit ihr Sohn nicht umgebracht wurde, schenkte Tiburcio Carías Andino der Frau eines Botschafters. Als Folge dieses Zeitungsartikels ging Enrique Ortez Pinel mit seiner Familie über Tela, Belice nach Guatemala ins Exil.
Bei den Wahlen am 10. Oktober 1954 wurde José Ramón Villeda Morales gewählt. Enrique Ortez Pinel war als Stellvertreter von Villeda vorgesehen. Im Parlament blieben die Abgeordneten aus El Paraíso der Abstimmung fern, sodass kein Quorum für ein Gesetz, mit dem Villeda zum Präsidenten ernannt worden wäre, zustande kam. Julio Lozano Díaz ließ Villeda aus Honduras abschieben und Villeda ging nach Costa Rica ins Exil. Die folgenden 18 Monate regierte eine Koalitionsregierung, in der Enrique Ortez Pinel Minister für öffentliche Bildung war.

### Politische Karriere

#### Anfänge
1955 unter der Regierung von Lozano war Esteban Mendoza Außenminister von Honduras und berief Enrique Ortez Colindres zum Botschaftssekretär nach Paris. Enrique Ortez Colindres studierte in Paris Rechtswissenschaft und promovierte zum Doktor in internationalem Recht. 1959 heiratete er in Paris Hilda Sequeira, die Tochter des nicaraguanischen Botschafters. Aus dieser Ehe stammen Eduardo, Carla Patricia und Henrique Ortez Sequeira (* in Paris).
Mit Hilda Sequeira war Enrique Ortez Colindres bis 1972 verheiratet.
Bei der Rückkehr war Villeda bereits Präsident geworden und ernannte Enrique Ortez Colindres zum Vertreter der Regierung von Honduras bei der Organisation der Zentralamerikanischen Staaten (OdeCA), wo dieser seinen früheren Lehrer, Eliseo Pérez Cadalso ablöste. Als Oswaldo López Arellano Villeda stürzte, wurde Ortez als Vertreter bei OdeCA abgelöst. Dumas Rodríguez und Roberto Ramírez suchten eine Ablösung Juan Miguel Mejía, welcher der Direktor der Zentralamerikanische Bank für Wirtschaftsintegration (BCIE) von Villeda war. Juan Miguel Mejía schlug Enrique Ortez Colindres als seinen Nachfolger vor.
Ortez wurde bis 1977 dreimal wiedergewählt, er war 13 Jahre in der Leitung der BCIE, davon acht als Präsident. Seit 1995 ist Enrique Ortez Colindres mit der Kolumnistin Patricia D’Arcy Lardizabal de Ortez Colindres verheiratet. Aus dieser Ehe stammt Paola Ortez D’Arcy Lardizabal.
Ortez war in den 1970ern Botschafter der Regierung von Honduras bei den Vereinten Nationen in New York. Von 1986 bis 1990  war Ortez im Kabinett von José Simón Azcona del Hoyo Regierungsminister. 2008 berichtete Ortez, dass er in seiner Jugend mit José Manuel Zelaya Ordóñez, dem Haciendero von Los Horcones, in Olancho Gitarre gespielt hätte.
Enrique Ortez Colindres war Rechtsanwalt und führte mit seinem Sohn, Enrique Ortez Sequeira, dem Präsidenten des Tribunal Supremo Electoral (oberste Wahlbehörde von Honduras) eine Anwaltskanzlei; zu ihren Klienten gehörte die Grupo Santos von Elvin Ernesto Santos Ordóñez.

#### Regierungsmitgliedschaft nach Putsch
Beim Militärputsch in Honduras 2009 wurde er De-facto-Außenminister des Putschregimes von Roberto Micheletti. Er beschuldigte in seiner Position in einer Fernsehsendung die Regierungen von Hugo Chávez und Daniel Ortega, eine Invasion in Honduras zu planen. Den US-Präsidenten Obama, der die Putschregierung nicht anerkannte, bezeichnete er als „Negrito“, welcher die angeblichen Invasionspläne unterstützte.
Der US-Botschafter beschwerte sich deutlich über Ortez Äußerungen. Ortez schrieb daraufhin nach eigenen Angaben einen Entschuldigungsbrief an die US-Regierung. Am 10. Juni 2009 trat Enrique Ortez Colindres als Außenminister der Putschregierung zurück und wurde zum Justizminister ernannt.